# Poiana Vadului
Poiana Vadului (anciennement Neagra ou Neagra de Sus, en hongrois : Feketevölgy, en allemand : Schwarzenthal) est une commune du județ d'Alba, Roumanie qui compte 1 139 habitants.
La commune est composée de onze villages : Costești, Duduieni, Făgetu de Jos, Făgetu de Sus, Hănășești, Lupăiești, Morcănești, Păștești, Petelei, Poiana Vadului et Stănești.

## Démographie
D'après le recensement de 2011, la commune compte 1 139 habitants, en forte baisse par rapport au recensement de 2002 où elle en comptait 1 304.
Lors de ce recensement de 2011, 98,86 % de la population se déclare roumaine (1,14 % ne déclare pas d'appartenance ethnique).

## Politique
| Période                                  | Période  | Identité        | Étiquette | Qualité |
| ---------------------------------------- | -------- | --------------- | --------- | ------- |
| Les données manquantes sont à compléter. |          |                 |           |         |
| 2004                                     | 2016     | Ilie Avram      | PDL       |         |
| 2016                                     | En cours | Beniamin Toader | PSD       |         |

| Parti | Parti                                                 | Sièges |
| ----- | ----------------------------------------------------- | ------ |
|       | Parti social-démocrate (PSD)                          | 5      |
|       | Parti national libéral (PNL)                          | 2      |
|       | Alliance des libéraux et démocrates (ALDE)            | 1      |
|       | Union nationale pour le progrès de la Roumanie (UNPR) | 1      |